# ایرواشر
هواشوی یا به انگلیسی Airwasher دستگاهی است که برای غبارگیری و زدودن آلودگی هوا، رطوبت زنی، خنک سازی و گرمایش هوا به کار می‌رود. دستگاه‌ ایرواشر می‌تواند به صورت مستقل یا به عنوان جزئی از هواسازها و دیگر سیستم‌های تهویه مطبوع مورد بهره‌برداری قرار گیرد. نکته اینکه از این دستگاه به خاطر اینکه در حین خنک کاری هوا، رطوبت هوا را افزایش می دهد (در اثر پاشش ذرات آب در مسیر عبور هوا) نمی توان در مناطق با آب هوای مرطوب استفاده کرد و فقط استفاده از آن در آب و هوای گرم یا معتدل توصیه می شود.

## اجزا
اجزای مهم ایرواشر یا همان هواشوی بر حسب اینکه به صورت مستقل یا در تعامل با بقیه سیستم‌های تهویه مطبوع مورد استفاده قرار بگیرد شامل: فن، فیلتر تصفیه هوا (فلزی یا پارچه ای)، نازلهای تزریق کننده آب، دیفیوزر (پخش‌کننده هوا)، کویل آب گرم و تیغه‌های قطره گیر می‌باشد.

## انواع ایرواشر
سیستم‌های ایرواشر را می‌توان بر اساس عملکرد و کاربرد به دو دسته اصلی تقسیم کرد: ایرواشر تبخیری و ایرواشر هیبریدی.
ایرواشر تبخیری : این نوع ایرواشرها با استفاده از فرآیند تبخیر آب، برای سرمایش و افزایش رطوبت هوا طراحی شده‌اند و به‌ویژه در مناطق خشک و نیمه‌خشک عملکرد بهتری دارند. ایرواشر تبخیری به‌طور مؤثر دما را کاهش داده و رطوبت لازم را در محیط ایجاد می‌کند.
ایرواشر هیبریدی : ترکیبی از سیستم تبخیری و تبرید تراکمی است. این دستگاه‌ها علاوه بر فرآیند تبخیری، دارای کویل آب سرد و چیلر نیز هستند که توان سرمایشی بیشتری را فراهم می‌آورد. ایرواشرهای هیبریدی برای مناطق با دمای بالا یا شرایط خاص که نیاز به سرمایش دقیق‌تری دارند، بسیار مناسب هستند.
علاوه بر نوع سرمایش، ایرواشرها می‌توانند بر اساس نوع سیستم گرمایشی نیز دسته‌بندی شوند. این دستگاه‌ها ممکن است دارای کویل آب گرم، بخار یا هیتر الکتریکی باشند. انتخاب نوع ایرواشر بستگی به شرایط اقلیمی، نیازهای خاص محیطی و نوع کاربری دارد.

## نحوه کار
هوای آلوده توسط فن که در انتهای دستگاه قرار دارد به داخل دستگاه مکیده می‌شود و پس از عبور از فیلترهای غبارگیر هوای نسبتا تمیز وارد محفظه آبفشان شده و این هوا توسط دیفیوزر در قسمت آبفشان به‌طور یکنواخت پخش شده و ذرات گرد وغبار و آلودگیهای موجود در هوا پس از برخورد با قطرات پودری آب که از نازلها پاشیده می‌شوند از هوا زدوده شده و هوای تمیز به بیرون از دستگاه منتقل می‌گردد و در ضمن عمل غبارگیری، تبادل حرارتی هوا با قطرات آب با کمک فن باعث خنک شدن هوای انتقالی به بیرون نیز می‌گردد. هوایی که از دستگاه هواشوی  خارج می شود با یک مسیر کانال کشی در ساختمان یا سوله مورد نظر پخش می گردد. تا بدین جا نحوه کار آن در حالت سرمایشی را شرح دادیم.
در حالت گرمایشی نحوه کار این دستگاه کاملا متفاوت است. به طوریکه برای گرمایش درون دستگاه یک کویل آبگرم تعبیه شده و وقتی که آب گرم از درون این کویل (که معمولا از جنس مس است) عبور می کند منجر به گرم شدن سطح کویل شده و وقتی هوای مکیده شده با فن با این کویل برخورد کند گرم می شود. طبیعتا آب گرم مورد نیاز باید توسط دستگاهی دیگر (مثل پکیج یا دیگ آبگرم موتورخانه و غیره) تامین شود.